# Fernando Pessoa
Fernando António Nogueira Pessoa (Lissabon, 13 juni 1888 - aldaar, 30 november 1935)
is een van de belangrijkste dichters in de Portugese literatuur en wellicht een van de meest betekenisvolle dichters uit de twintigste eeuw.

## Biografie

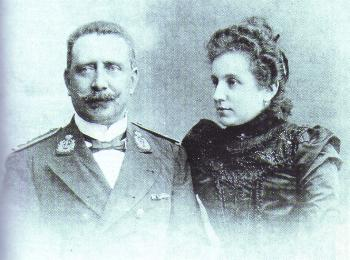
Pessoa's moeder en stiefvader

Zijn vader, Joaquim de Seabra Pessoa, muziekcriticus van de Diario de Noticias, sterft in 1893 (als Fernando 5 jaar is) aan tuberculose. Zijn moeder, Maria Madalena Pinheiro Nogueira Pessoa, afkomstig van een cultureel ontwikkelde familie op de Azoren, hertrouwt in 1895 met commandant Joao Miguel Rosa, benoemd tot Portugese consul in Durban, Zuid-Afrika.
Zo vertrekt Fernando in 1896 met het gezin overzee naar Zuid-Afrika, krijgt hij halfbroertjes en -zusjes en leert er een vreemde taal, Engels, spreken en schrijven. Hij maakt er kennis met het werk van William Shakespeare, John Milton, William Wordsworth, Edgar Allan Poe, Lord Byron, John Keats, Charles Dickens, Thomas Carlyle, terwijl hij zich bekwaamt in het Latijn en het van zijn moeder geleerde Frans in de vingers krijgt. Al vroeg schrijft hij proza en poëzie in het Engels (met als pseudoniem Alexander Search) en in mindere mate in het Portugees.

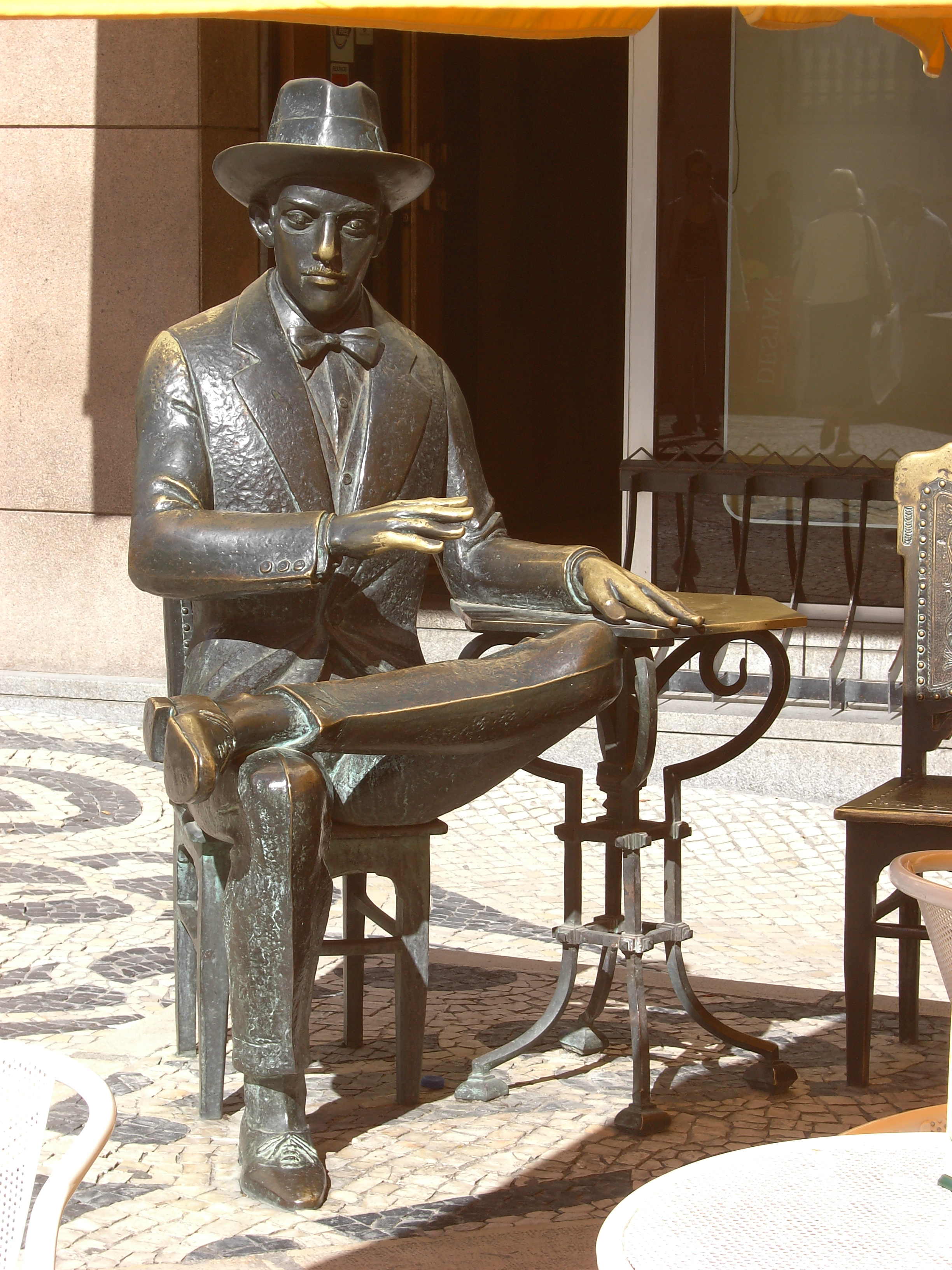
Beeld van Fernando Pessoa voor café "A Brasileira" in Lissabon

Op zeventienjarige leeftijd, in 1905, keert Fernando Pessoa alleen terug naar Lissabon. Hij trekt in bij twee tantes en een krankzinnige grootmoeder, en begint in 1906 aan een literatuurstudie, waar hij na een tijdje de brui aan geeft. Hij stort zich wel op de literatuur, en concentreert zich op de Franse symbolisten (onder wie Charles Baudelaire, Paul Verlaine, Arthur Rimbaud, Jules Laforgue) en de grote Portugese literaire boegbeelden uit de zestiende eeuw (Luís de Camões) en uit de negentiende eeuw (Almeida Garrett, Antero de Quental, Antonio Nobre, Cesario Verde, Guerra Junqueiro, Camilo Pessanha, Eugénio de Castro).
Nadat hij vergeefs een drukkerij heeft proberen te starten (in 1907) wordt hij vanaf 1908 freelance vertaler en handelscorrespondent, voor de rest van zijn leven. In zijn Boek der rusteloosheid staan een aantal verwijzingen naar zijn professioneel leven, naar zijn "baas" en de collega's.
Pessoa is nooit getrouwd geweest en heeft, op een platonische relatie met een secretaresse (Ofélia) na, geen (seksuele) relatie gehad tijdens zijn leven.
Zijn werk (of het nu literair of zakelijk is) is zijn leven. Zijn isolement is afwisselend zijn roeping en zijn lot. "Leven is niet noodzakelijk, scheppen daarentegen wel".
Vooral het literaire werk eist hem op, en vereist, naar eigen zeggen, 'eenzaamheid'. Pessoa staat bekend als een "verkillende, lucide, sfynxachtig afwezige man" (Willemsen, 2000).
Hij wilde tijdens zijn leven obscuur blijven, daarna mocht de roem komen. Hij was bang voor onbekende mensen en onbekende plaatsen en kon er niet tegen gefotografeerd te worden.
Over zijn alcoholisme is bekend dat iemand hem bezag en uitriep : "Maar meneer Pessoa, u drinkt als een spons!". Waarop hij repliceerde : "Als een spons? Als een sponzenwinkel, zul je bedoelen. Met het magazijn erbij!". Toch heeft niemand hem ooit dronken gezien, en was hij steeds hoffelijk. Zijn eenzaamheid verklaarde hij als volgt : "Het is het alleen-zijn van degene die te ver is voorgeraakt op zijn reisgenoten."
Hij sterft (niet onvrijwillig) op 30 november 1935, aan alcoholvergiftiging (leverkoliek), en zijn laatste gesproken woorden (in het Portugees) luidden: "Geef me mijn bril!" (wat doet denken aan Goethes bede om licht). Zijn legendarische laatste versregel was: "Geef mij nog wat wijn, want het leven is niets". Zijn laatste geschreven woorden vond men op een vel papier op zijn onafscheidelijke aktetas : "I know not what tomorrow will bring".

## Literaire biografie
Tussen 1908 en 1935 bestond Pessoa's leven vooral in zijn literatuur. Overdag leidde hij het bescheiden bestaan van een hulpboekhouder, handelscorrespondent en deels vertaler. Pessoa koesterde de droom als het hoogst bereikbare, en de rest veeleer als middel daartoe.
Na zijn uren, vooral ’s nachts, schreef hij poëzie en proza, niet alleen in eigen naam maar vooral in naam van anderen. Deze anderen waren heteroniemen, die hij zelfs kritieken en recensies liet schrijven over elkaars werk.
Pessoa werkte deze heteroniemen astrologisch en karakterieel gedetailleerd uit, in zoverre dat ze zelfs gevoelens hadden (haat, liefde, ...) tegenover elkaar. Pessoa was immens gefascineerd door astrologie. De heteroniemen hadden elk hun eigen wereld, en de verzameling van deze werelden vormde het ‘ik’ Pessoa, die het gedicht en de denkoefening als een ‘spel’ zag.
Men zou Pessoa daarom onrecht aandoen mocht men zich alleen blindstaren op de heteroniemen en niet de achterliggende bedoeling, het spel van karakters en ideeën (eigen aan elk groot auteur), opmerken. Pessoa was zich bewust van deze waanzin, deze gespletenheid, die zonderling zou gebleven zijn, mocht ze niet geleid hebben tot literatuur en poëzie.
Tijdens zijn leven is, behalve enkele ophefmakende artikels, alleen Mensagem ('Boodschap', 1934), een dichtbundel, verschenen. Hij publiceert onder meer in het tijdschrift Orpheu, dat hij opricht met Mario de Sa-Carneiro. Pessoa is naar eigen zeggen een "dichter die geanimeerd is door de filosofie", een denkende dichter.
Pas lang na zijn dood, vanaf ongeveer 1950, begint Pessoa in trek te komen met de publicatie van zijn werken bij uitgeverij Atica (Lissabon), Uitgeverij Aguilar (Rio de Janeiro) en met de eerste vertalingen. Pessoa is er vooral om bekend te schrijven, behalve onder eigen naam, onder de naam en in de persoon van denkbeeldige dichters, schrijvers of filosofen, onder 'heteroniemen'.
Behalve de drie bekendste heteroniemen (Alberto Caeiro, Ricardo Reis en Álvaro de Campos) zijn er nog meer dan twintig `anderen', onder wie Bernardo Soares (de auteur van het Boek der rusteloosheid — in het Portugees Livro do Desassossego) die in meer of mindere mate samenvallen met Pessoa zelf.

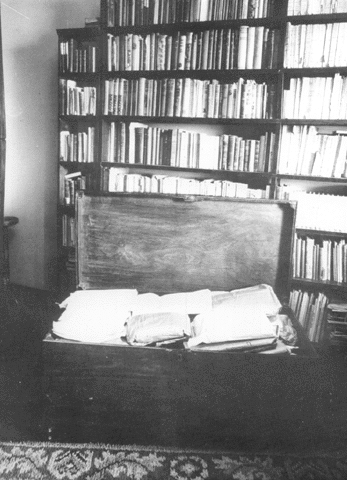
Pessoa's nalatenschap: de kist, met meer dan 25.000 pagina's, en een deel van zijn persoonlijke bibliotheek

Pessoa's literaire nalatenschap, die gevonden is in zijn legendarische 'kist' (of 'kisten'), bestaat uit meer dan 27.000 manuscripten, in een bijna onleesbaar handschrift gekrabbeld op kladblokjes, losse vellen, caférekeningen, waslijsten, kranten, en toiletpapier... Naast proza en poëzie laat Pessoa de mensheid drama, politieke en sociologische pamfletten en essays na. Pessoa is tegenwoordig voor veel schrijvers en dichters, zowel in eigen land als ver daarbuiten, een 'vaderfiguur' geworden. José Saramago, Portugese Nobelprijswinnaar, wijdde zijn boek 'Het Jaar van de dood van Ricardo Reis' aan hem. Angel Crespo schreef in 1996 zijn biografie over Pessoa.
In ons taalgebied is Pessoa vooral in de jaren tachtig bekend geworden. Een verklaring daarvoor is de tijdgeest, na de jaren zeventig, waarin een deel van de lezende bevolking op zoek was naar een literatuur die weerspiegelde dat `leven' (het najagen van steeds nieuwe ervaringen) niet hoefde.
De auteur en vertaler August Willemsen (1936-2007) staat garant voor een flink deel aan alles wat er aan vertalingen van Pessoa (en van de Portugese en Braziliaanse literatuur in het algemeen) te verkrijgen is. Een essay over Pessoa van Willemsen verscheen onder de titel 'Het ik als vreemde: een essay met schrijversportretten' (De Arbeiderspers, 2000). 
Op een uitgave van Pessoa's "volledig werk" is het nog wachten.

## Heteroniemen
Fernando Pessoa zag zich rond 1923 geplaatst voor een probleem. Het enige wat hij naar eigen zeggen kon was denken. Tegelijk was het niet genoeg dat zijn eindeloze reeks vragen werd beantwoord. De schijnbare noodzaak daartoe zat ook nog eens zijn gevoel in de weg. Hoe kon hij ontsnappen aan dat onophoudelijke denken?
Hij poogde te ontsnappen door te slapen, eindigend in the big sleep (de dood) en in alcohol. Maar dat verloste hem niet van zijn denken, noch van zijn slapeloosheid. Hij bedacht ook heteroniemen, elk op zich een literaire ontsnappingsstrategie.
Met Alberto Caeiro (6 april 1889, 13.45 uur - 1915 aan tbc) probeerde hij het object van het denken (het mysterie van het leven) te elimineren door het te ontkennen (‘Er zijn geen deuren’). Caeiro is laaggeschoold, is een man van het platteland, woont bij zijn tante op leeftijd en is zonder beroep. Hij wil alles zien alsof het voor de eerste keer is. Hij sterft omdat Caeiro’s eenvoud voor Pessoa té eenvoudig en dus té moeilijk is (Willemsen, 2000). Zijn levenshouding was een utopie van het intellect: niet te denken.
Met Ricardo Reis (12 juni 1914 - ) poogde hij hetzelfde door het te negeren (stoïcijns te blijven) (‘Er zijn wel deuren maar ik zit bij de drempel en ik laat ze). Reis is zoals Caeiro een bucolisch dichter, maar wel een die gestudeerd heeft. Met zijn stoïcisme en zijn filosofie van abdicatie ("Doe afstand en wees koning van jezelf") en ataraxie (zoals Perzische schaakspelers die in tijden van chaos op hun spel geconcentreerd blijven) staat Reis dichter bij Pessoa. Reis blijft tot 14 dagen voor Pessoa sterft leven.
Met Álvaro de Campos wilde Pessoa het denken vervangen door zijn tegendeel, het voelen (‘Ik wil alle deuren openen en op alle wijzen’). Álvaro de Campos wil alles voelen op alle wijzen in een even hulpeloze als hopeloze drang tot zelfvernietiging. Zijn sensationisme bestaat uit vier grote oden (waaronder Ode maritma — Ode van de zee ; 1915).
De latere Álvaro uit verbijstering tegenover de absurditeit van het leven, de onmogelijkheid van de werkelijkheid, de angst voor het mysterie en de nog grotere angst dat dit mysterie ooit verwoord of verbeeld zou worden. Hij wordt de dichter van het Niets, dat vooral in het bekende Tabacaria (Sigarenwinkel) naar boven komt : "Ik ben niets / Ik zal nooit iets zijn / Ik kan ook niet iets willen zijn / Afgezien daarvan koester ik alle dromen van de wereld."

## Filosofische geschriften
De filosofische geschriften van Pessoa getuigen vooral van zijn grote belezenheid van de klassieken, in het bijzonder van de commentaren daarop. Ze variëren van een eenvoudige parafrasering over vermoedens tot oorspronkelijke en creatieve speculatie. Pessoa doorloopt een aantal filosofische systemen, waarin zijn interesse voor het occulte, het pantheïsme en het pantheïstisch transcendente denken domineert.

## Pessoa in Nederland

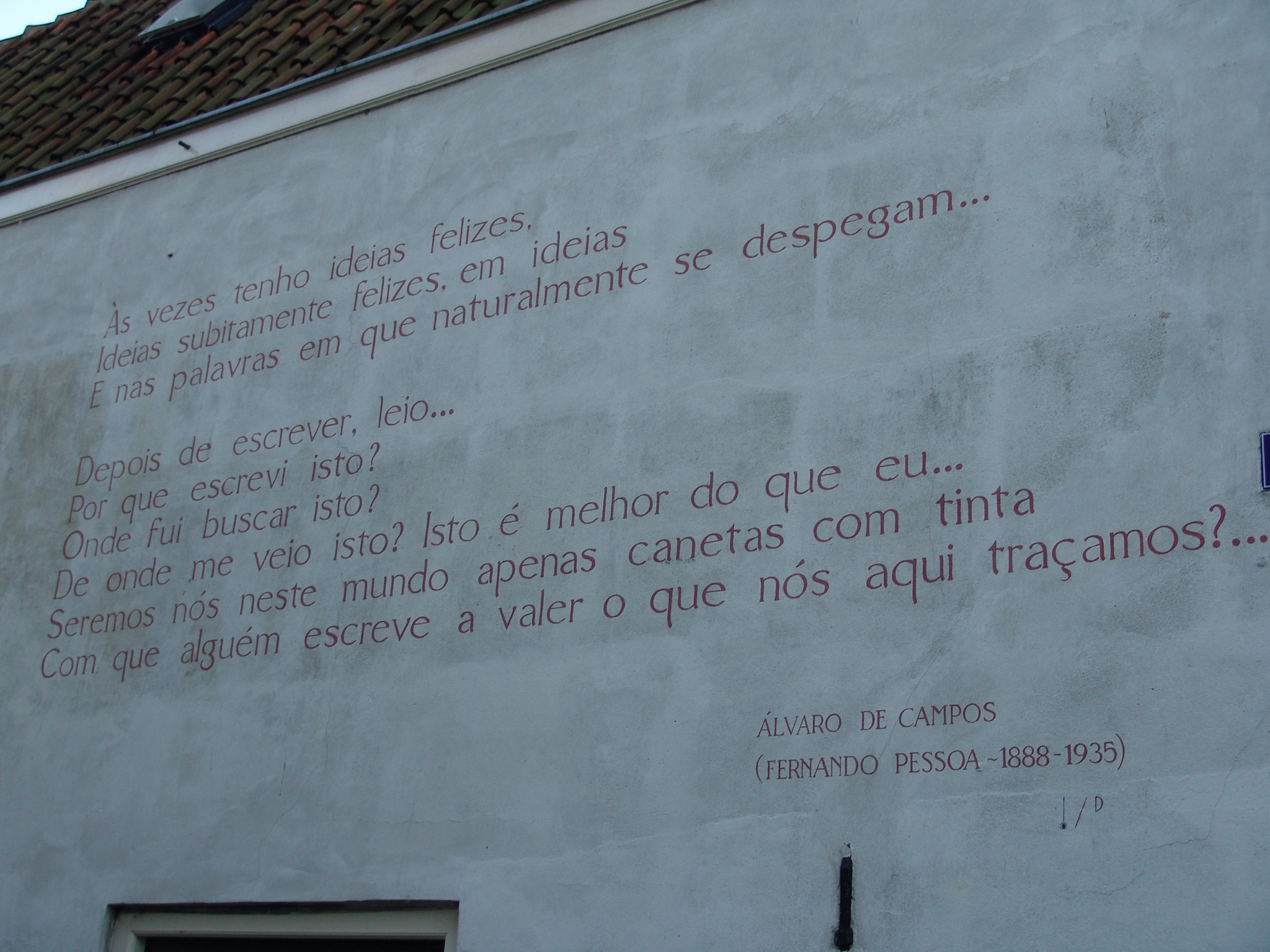
Gedicht van Álvaro de Campos (heteroniem van Pessoa) op een muur in Leiden

Fernando Pessoa kent een grote populariteit in Nederland. Sinds de eerste vertalingen door August Willemsen eind jaren zeventig werden niet alleen de titels Gedichten en het Boek der Rusteloosheid ware bestsellers, ook werden tal van Nederlandse auteurs aantoonbaar beïnvloed door zijn werk. In maart 2009 organiseerden twee literaire organisaties in Utrecht een manifestatie rond Pessoa in Nederland, waarbij werd stilgestaan bij dertig jaar Pessoa vertalingen. Manuela Nogueira, Pessoa's nicht die in haar jeugd bij de auteur in huis woonde, bracht ter gelegenheid van het festival een bezoek aan Nederland. Pessoa had geen hoge dunk van Nederland en België. Enkele teksten waaruit dat blijkt zijn opgenomen in een boek over Pessoa door de Nederlandse letterkundige Michaël Stoker.